# Sistema Globo de Rádio

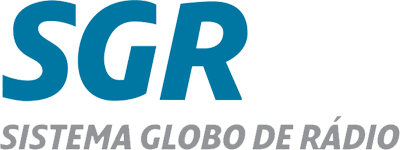
Logo oficial de SGR

Sistema Globo de Radio es el nombre que recibe una de las mayores organizaciones radiales del Brasil, perteneciente a Organizações Globo con sede en la ciudad de Río de Janeiro.
Esta red de emisoras está compuesta por 47 señales distintas, tanto abiertas, como por internet y satélite, siendo las principales:
- CBN
- Rádio Globo
- BHFM
- 32 canales de audio Sound! (Sky)